# Hindö
Hindö är en ö i Gropviken i Sankt Annas skärgård i Östergötland, Söderköpings kommun. Ön är bebyggd med två fastigheter, en bondgård utan aktivt lantbruk på öns norra sida samt en sommarstuga på öns östra strand.